# Bob French
Bob French (New Orleans, 1938 – New Orleans, 2012. november 12.) amerikai dzsesszdobos, zenekarvezető.

## Pályakép
Zenész családból származott, ennek megfelelő nevelést kapott. Vezette az Original Tuxedo Jazz Bandet, amelyet 1977-ben apjától vett át annak halálát követően.
Bob French nagyon szerette a New Orleans-i zenét és mélyen megértette annak rendkívüli fontosságát, nemzedékről nemzedékre szálló töretlen folyamatosságát.

## Lemezek
- 2007: Marsalis Music Honours Series: Bob French (Branford Marsalis, Harry Connick Jr.)